# Ну, погоди! (выпуск 13)
Ну, погоди! (выпуск 13) — тринадцатый мультипликационный фильм из серии «Ну, погоди!». Создан к Олимпийским играм 1980 года.

## Сюжет
На аэродроме Заяц встречает прилетевших на самолёте иностранных Зайцев-спортсменов: боксёра с Кубы, каратиста из Японии и баскетболиста из Югославии.
Волк пытается догнать Зайца на электрокаре, однако его берет натягивается на глаза из-за воздушного потока от пролетевшего над ним вертолёта. Ничего не видя, тот подъезжает к хвосту самолёта и от его газов взлетает в воздух.
На Олимпиаде-80 Волк борется с Зайцем-боксёром; играет в шахматы с Зайцем-баскетболистом, который за хулиганство бросает его в кольцо; бьёт по деревянной чурке по примеру Зайца-каратиста.
В ходе погони на велосипедах Волк и Заяц врезаются друг в друга и создают тандем, на котором выигрывают велогонки и получают награду от Олимпийского Мишки – торт с шоколадными фигурками в виде них.

## Создатели
| Авторы сценария            | Александр Курляндский, Аркадий Хайт                                                                           |
| Режиссёр                   | Вячеслав Котёночкин                                                                                           |
| Художник-постановщик       | Светозар Русаков                                                                                              |
| Оператор                   | Светлана Кащеева                                                                                              |
| Звукооператор              | Владимир Кутузов                                                                                              |
| Музыкальное оформление     | Александр Гольдштейн                                                                                          |
| Ассистенты                 | Галина Андреева, Нина Саратова                                                                                |
| Монтажёр                   | Маргарита Михеева                                                                                             |
| Художники-мультипликаторы: | Виктор Арсентьев, Олег Комаров, Владимир Крумин, Фёдор Елдинов, Виктор Лихачёв, Александр Давыдов             |
| Художники:                 | Ирина Троянова, Сергей Маракасов, Константин Карпов, Пётр Коробаев                                            |
| Роли озвучивали:           | Анатолий Папанов — Волк, Клара Румянова — Заяц, Борис Новиков — Пёс-рефери, Мария Виноградова — Заяц-каратист |
| Редактор                   | Елена Никиткина                                                                                               |
| Директор картины           | Нинель Липницкая                                                                                              |

## Музыка
- James Last — «How High The Moon» (M. Hamilton / M. Levis);
- Klaus Wunderlich und das Orchester Jerry Wilton — «Hummelflug» («Bumble Beat») (N. Rimsky-Korsakov / Bearb: Wunderlich-Wilden) из оперы «Сказка о царе Салтане»;
- Pèrez Prado — «Moliendo Café»;
- Günter Noris und die Big Band der Bundeswehr — «Dolannes Melodie» (De Senneville);
- Pete Tex — «Cannonball» (Peter Drischel);
- Billy Vaughn And His Orchestra — «Green Grass of Texas» (J. Burnette - D. Burnette);
- Earl Scruggs — «Train Number Forty-Five» (E. Scruggs).

В эпизоде награждения Волка и Зайца звучат «Фанфары» Александра Гольдштейна в исполнении оркестра Государственного комитета по телевидению и радиовещанию.
В эпизоде с титрами звучит неизменная музыкальная композиция «Водные лыжи» Тамаша Деака в исполнении вокального ансамбля «Гармония» и инструментального ансамбля «Деак».